# ZZGP
De Stichting ZZGP organiseerde in Nederland de dressuurwedstrijden voor de klassen ZZ-Licht, ZZ-Zwaar, Lichte-, Midden en Zware Tour, Junioren en Young Riders.
Na de fusie van de Nederlandse paardensportbonden in de Koninklijke Nederlandse Hippische Sportfederatie (KNHS) op 1 januari 2002 ontstond de Stichting ZZGP. Tot die tijd waren de belangen van nationale dressuurruiters ondergebracht bij de VVDR (Vereniging voor Dressuurruiters) en later bij de NVDR (Nederlandse Vereniging voor Dressuurruiters). Met de fusie is een splitsing gemaakt in een belangenvereniging voor de dressuurruiters en een wedstrijdgevende organisatie; de ZZGP. Alle beleidszaken vallen onder de verantwoordelijkheid van de KNHS. 
Jaarlijks organiseerde de ZZGP circa 120 wedstrijddagen.
Per 1 januari 2007 staakte de ZZGP het grootste deel van haar activiteiten. Na langdurig overleg tussen de KNHS, de Belangenvereniging Dressuurruiters en de Stichting ZZGP besloot men dat de gegroeide situatie niet langer wenselijk was. 
Op 12 en 13 september 2009 was de ZZGP even terug met een grote nationale dressuurwedstrijd in Kootwijk. In 2013 stelde de stichting prijzengeld beschikbaar voor dressuurwedstrijden.